# Funiculi, Funicula
Funiculi, Funicula är en italiensk sång skriven av Giuseppe Turco och tonsatt av kompositören Luigi Denza 1880, till minne av bergbanan på Vesuvius.
Musiken har bland mycket annat hörts i filmerna Pank och fågelfri och Anita – ur en tonårsflickas dagbok och under 1990-talet i reklamfilmerna för spelet Druvjakten.

## Originaltext
Aieressera, oì nè, me ne sagliette,

tu saie addò?

Addò 'stu core 'ngrato cchiù dispietto farme nun pò!

Addò lo fuoco coce, ma si fuie

te lassa sta!

E nun te corre appriesso, nun te struie, 'ncielo a guardà!...

Jammo 'ncoppa, jammo jà,

funiculì, funiculà!
Nè... jammo da la terra a la montagna! no passo nc'è!

Se vede Francia, Proceta e la Spagna...

Io veco a tte!

Tirato co la fune, ditto 'nfatto,

'ncielo se va..

Se va comm' 'à lu viento a l'intrasatto, guè, saglie sà!

Jammo 'ncoppa, jammo jà,

funiculì, funiculà!
Se n' 'è sagliuta, oì nè, se n' 'è sagliuta la capa già!

È gghiuta, pò è turnata, pò è venuta...

sta sempe ccà!

La capa vota, vota, attuorno, attuorno,

attuorno a tte!

Sto core canta sempe

nu taluorno

Sposammo, oì nè!

Jammo 'ncoppa, jammo jà,

funiculì, funiculà!